# NGC 5016
NGC 5016 is een balkspiraalstelsel in het sterrenbeeld Hoofdhaar. Het hemelobject werd op 10 april 1785 ontdekt door de Duitse astronoom William Herschel.

## Synoniemen
- NGC 5016
- UGC 8279
- IRAS13096 2421
- MCG 4-31-13
- KARA 575
- ZWG 130,19
- KUG 1309 243
- PGC 45836